# Zmarli w maju 2024

## Maj 2024
- 31 maja
  - Amaral (João Justino Amaral dos Santos) – brazylijski piłkarz, medalista mistrzostw świata (1978)[1]
  - John G. Hutchinson(inne języki) – amerykański polityk, burmistrz Charleston (1971–1980), członek Izby Reprezentantów (1980–1981)[2]
  - Robert Pickton – kanadyjski seryjny morderca[3]
  - Marian Robinson(inne języki) – amerykańska sekretarka, matka Michelle Obamy[4]
  - Kátya Tompos – węgierska piosenkarka i aktorka[5]
- 30 maja
  - Thumma Bala – indyjski duchowny rzymskokatolicki, arcybiskup Hajdarabad (2011–2020)[6]
  - Tom Bower(inne języki) – amerykański aktor[7]
  - Nora Cortiñas(inne języki) – argentyńska działaczka na rzecz praw człowieka, współzałożycielka ruchu Matek z Plaza de Mayo[8]
  - Trevor Edwards – walijski piłkarz[9][10]
  - Kelvin Felix – dominicki duchowny rzymskokatolicki, arcybiskup Castries (1981–2008), kardynał[11]
  - Geneviève de Galard(inne języki) – francuska pielęgniarka, zajmująca się poszkodowanymi podczas I wojny indochińskiej[12]
  - Drew Gordon – amerykański koszykarz[13]
- 29 maja
  - Margot Benacerraf – wenezuelska reżyserka, scenarzystka i producentka filmowa[14]
  - Larry Cannon – amerykański koszykarz[15]
  - Franziskus Eisenbach – niemiecki duchowny rzymskokatolicki, biskup pomocniczy Moguncji (1988–2002)[16]
  - Qayum Karzaj(inne języki) – afgański polityk, parlamentarzysta, brat Hamida Karzaja[17]
  - Henri Nallet – francuski polityk, minister sprawiedliwości (1990–1992)[18]
  - Arjen Teeuwissen(inne języki) – holenderski jeździec, wicemistrz olimpijski (2000)[19]
  - Manfred Wolke – niemiecki bokser, mistrz olimpijski (1968)[20]
  - Anastasija Zaworotniuk – rosyjska aktorka[21]
- 28 maja
  - Butch Johnson(inne języki) – amerykański łucznik, mistrz olimpijski (1996)[22]
  - Ołeksandr Martynienko(inne języki) – ukraiński dziennikarz, założyciel i prezes agencji prasowej Interfax-Ukrajina[23][24]
  - Janusz Mączka – polski duchowny rzymskokatolicki, salezjanin, filozof, profesor UPJPII, dziekan Wydziału Filozoficznego UPJPII (2009–2016)[25]
  - Michał Szczepański – polski pisarz, scenarzysta, reżyser[26]
- 27 maja
  - Ștefan Birtalan(inne języki) – rumuński piłkarz ręczny, trener piłki ręcznej, wicemistrz olimpijski (1976)[27][28]
  - Rodger Fox – nowozelandzki trębacz jazzowy, edukator[29]
  - Jan Kieniewicz – polski historyk, profesor, nauczyciel akademicki, dyplomata[30]
  - Elizabeth MacRae(inne języki) – amerykańska aktorka[31]
  - Francesco Petrozzi – peruwiański śpiewak (tenor liryczny), polityk[32]
  - Bill Walton – amerykański koszykarz i komentator sportowy[33]
  - Stefan Wojtas – polski pianista, pedagog[34][35]
- 26 maja
  - Devadass Ambrose Mariadoss – indyjski duchowny rzymskokatolicki, biskup Tanjore (1997–2023)[36]
  - Marianna Olkowska – polska poetka, pisarka i malarka[37]
  - Gabriela Rembisz – polska technik chemik i działaczka partyjna, członek Biura Politycznego KC PZPR (1988–1990)[38]
  - Ludwika Wujec – polska fizyczka, nauczycielka, działaczka samorządowa i polityczna, uczestniczka opozycji demokratycznej w PRL[39]
- 25 maja
  - Janisa Johnson – amerykańska siatkarka[40]
  - Grayson Murray(inne języki) – amerykański golfista[41]
  - Igor Ostrowski – polski prawnik, ekspert rynku telekomunikacji i nowych technologii[42]
  - Paweł Rogiński – polski inżynier rolnictwa i polityk, poseł na Sejm X kadencji (1989–1991)[43]
  - Albert S. Ruddy(inne języki) – kanadyjsko-amerykański producent filmowy i telewizyjny[44]
  - Richard M. Sherman(inne języki) – amerykański kompozytor muzyki filmowej i teatralnej, autor tekstów piosenek[45]
  - Johnny Wactor – amerykański aktor[46][47][48][49]
- 24 maja
  - George William Coleman – amerykański duchowny rzymskokatolicki, biskup Fall River (2003–2014)[50]
  - Tadeusz Dłużyński – polski wojskowy, lotnik, pułkownik pilot, dyrektor Aeroklubu ROW (1979–1990)[51]
  - Doug Ingle(inne języki) – amerykański wokalista i klawiszowiec, członek zespołu Iron Butterfly[52]
  - Jan Kačer – czeski aktor i reżyser[53]
  - Walter Kappacher(inne języki) – austriacki pisarz, laureat Nagrody Büchnera (2009)[54]
  - Gerard Kosellek – polski germanista, profesor UWr[55]
  - Lew Stansby – amerykański brydżysta[56]
  - Janusz Zimniak – polski duchowny rzymskokatolicki, biskup pomocniczy katowicki (1980–1992) i bielsko-żywiecki (1992–2010)[57]
- 23 maja
  - John Boardman – brytyjski archeolog, historyk sztuki starożytnej[58]
  - Caleb Carr – amerykański pisarz, dziennikarz i historyk wojskowości[59]
  - Jerzy Daniło – polski piłkarz i trener[60]
  - Ángeles Flórez Peón(inne języki) – hiszpańska działaczka polityczna i społeczna, pisarka, uczestniczka wojny domowej[61][62]
  - Maciej Luśnia – polski aktor[63][64][65][66]
  - Morgan Spurlock – amerykański reżyser, scenarzysta oraz producent filmowy i telewizyjny[67]
  - Walenty Szczepaniak – polski chemik, profesor, dziekan Wydziału Chemii UAM (1981–1984)[68]
- 22 maja
  - Marie-France Garaud – francuska prawnik, polityk, eurodeputowana (1999–2004)[69]
  - Darryl Hickman – amerykański aktor, scenarzysta oraz producent filmowy i telewizyjny[70]
  - Janusz Mazurek – polski prawnik, samorządowiec, senator RP (1991–1993)[71][72][73][74]
  - Othon (Othon Valentim Filho) – brazylijski piłkarz i trener, olimpijczyk (1964)[75]
  - Witalis Skorupka – polski żołnierz konspiracji niepodległościowej w czasie II wojny światowej, działacz kombatancki[76]
  - David Wilkie – szkocki pływak, mistrz olimpijski (1976), świata (1973, 1975) i europy (1974)[77]
- 21 maja
  - Vasillaq Godo – albański aktor[78]
  - Jan A.P. Kaczmarek – polski kompozytor[79]
  - Marian Kalwary – polski działacz społeczności żydowskiej[80][81]
  - Jerzy Kozakiewicz – polski politolog, historyk i dyplomata, ambasador RP na Ukrainie (1991–1996)
  - Ona Kreivytė-Naruševičienė(inne języki) – litewska artystka ceramiczka[82]
  - Leon Okraska – polski samorządowiec, burmistrz Myszkowa (2002–2006), starosta myszkowski (2010–2011)[83]
  - Daniel Olteanu – rumuński polityk i menedżer, przewodniczący Sojuszu Liberałów i Demokratów (2021–2022)[84]
  - Zenon Wechmann – polski działacz harcerski i kombatancki[85]
  - Kiane Zawadi – amerykański puzonista jazzowy[86]
- 20 maja
  - Jean-Claude Gaudin – francuski nauczyciel i polityk, mer Marsylii (1995–2020), wiceprzewodniczący Senatu (1998–2011 oraz 2014–2017)[87]
  - Karl-Heinz Schnellinger – niemiecki piłkarz[88]
  - Ewa Sikorska-Trela – polska polityk, związkowiec, posłanka na Sejm III kadencji[89][90]
  - Perrette Souplex(inne języki) – francuska aktorka[91]
- 19 maja
  - Hosejn Amir Abdollahijan – irański dyplomata i polityk, minister spraw zagranicznych (2021–2024)[92]
  - Kwassi Klutse(inne języki) – togijski polityk, premier (1996–1999)[93]
  - Zygmunt Rolat – polski filantrop pochodzenia żydowskiego[94][95][96][97]
  - Ebrahim Ra’isi – irański duchowny szyicki (ajatollach), polityk, prezydent Iranu (2021–2024)[98]
- 18 maja
  - Ja’el Dajan – izraelska polityczka, działaczka społeczna, pisarka, członkini Knesetu (1992–2003), córka Moszego Dajana[99]
  - Palle Danielsson(inne języki) – szwedzki kontrabasista jazzowy[100]
  - Joseph Suren Gomes – indyjski duchowny rzymskokatolicki, salezjanin, biskup diecezji Krisznagar (2002–2019)[101]
  - Kajetan Hądzelek – polski historyk sportu, działacz sportowy, prezes PZKosz (1979–1980 i 1993–2000)[102]
  - Frank Ifield – brytyjski piosenkarz country[103]
  - John Koerner(inne języki) – amerykański gitarzysta bluesowy, wokalista i autor piosenek[104]
  - Andriej Kudriaszow – rosyjski żużlowiec[105]
  - Jerrold Northrop Moore – amerykański muzykolog[106]
  - Ivan Mráz(inne języki) – słowacki piłkarz, trener, wicemistrz olimpijski (1964)[107]
  - Fred Roos(inne języki) – amerykański producent filmowy[108]
  - Jan Sołek – polski dziennikarz, samorządowiec, urzędnik[109][110][111][112]
  - Alice Stewart(inne języki) – amerykańska dziennikarka i komentatorka polityczna[113]
  - Harrison White(inne języki) – amerykański socjolog[114]
  - Jon Wysocki – amerykański muzyk, perkusista[115][116][117][118]
- 17 maja
  - Clarence Emil „Bud” Anderson(inne języki) – amerykański oficer sił powietrznych, as myśliwski II wojny światowej[119]
  - Gordon Bell(inne języki) – amerykański inżynier informatyk[120]
  - Maria Burtowy – polska pedagog[121]
  - Awtandil Dżorbenadze – gruziński lekarz, urzędnik państwowy, polityk, premier (2001–2003)[122]
  - Nick Mazurek – amerykański bokser polskiego pochodzenia[123][124]
  - Stephen J. Rivele(inne języki) – amerykański scenarzysta i producent filmowy[125]
  - Príamo Tejeda – dominikański duchowny rzymskokatolicki, biskup diecezji Baní (1986–1997)[126]
  - Mark Wells(inne języki) – amerykański hokeista, złoty medalista olimpijski z 1980 roku[127]
- 16 maja
  - Carmen Berenguer(inne języki) – chilijska poetka[128]
  - Dabney Coleman – amerykański aktor[129]
  - Andrzej Grzela – polski lekarz i muzyk, członek zespołu Ryczące Dwudziestki[130]
  - Maciej Pakulski – polski dziennikarz radiowy[131][132][133][134]
- 15 maja
  - Barbra Fuller(inne języki) – amerykańska aktorka[135]
  - Vlastimil Harapes – czeski tancerz baletowy, aktor, reżyser, choreograf[136]
  - Katherine Wei-Sender – amerykańska brydżystka pochodzenia chińskiego[137]
  - Heinz Zander(inne języki) – niemiecki artysta malarz[138]
- 14 maja
  - Andrzej Brandstatter – polski muzyk ludowy, założyciel zespołu Krywań[139]
  - Fabián Cancelarich – argentyński piłkarz, bramkarz, wicemistrz świata (1990)[140]
  - Zofia Czekalska – polska działaczka kombatancka, uczestniczka powstania warszawskiego[141]
  - Janusz Gołębiowski – polski historyk, ekonomista, profesor nauk politycznych[142]
  - Baiba Indriksone(inne języki) – łotewska aktorka[143]
  - Jimmy James(inne języki) – brytyjski piosenkarz soul, reggae, ska jamajskiego pochodzenia[144]
  - Marek Jasiński – polski strażak, nadbrygadier, zastępca komendanta głównego PSP (1997–2001)[145][146]
  - Dene O’Kane(inne języki) – nowozelandzki snookerzysta[147]
  - Krzysztof Radwan – polski muzealnik, wieloletni dyrektor Muzeum Lotnictwa Polskiego w Krakowie[148]
  - Gudrun Ure(inne języki) – szkocka aktorka[149][150]
- 13 maja
  - Christian Escoudé(inne języki) – francuski gitarzysta jazzowy[151]
  - Tony McFarr(inne języki) – amerykański aktor i kaskader[152]
  - Alice Munro – kanadyjska pisarka, laureatka literackiej Nagrody Nobla (2013)[153]
  - Marius Peiris – lankijski duchowny rzymskokatolicki, biskup pomocniczy Kolombo (2001–2018)[154]
  - Luis María Serra(inne języki) – argentyński kompozytor muzyki filmowej[155]
  - Piotr Ulatowski – polski kompozytor i pianista[156][157][158]
  - Samm-Art Williams(inne języki) – amerykański aktor, dramaturg i producent filmowy[159]
- 12 maja
  - Jurij Apresjan – rosyjski językoznawca, profesor[160]
  - Mark Damon – amerykański aktor i producent filmowy[161]
  - Marek Kołaczkowski – polski aktor[162]
  - Tapiwa Kumbuyani – zimbabwejski piłkarz[163]
  - David Sanborn – amerykański saksofonista, sześciokrotny zdobywca Nagrody Grammy[164]
- 11 maja
  - Susan Backlinie – amerykańska aktorka i kaskaderka[165]
  - Kevin Brophy – amerykański aktor[166]
  - Juan María Traverso – argentyński kierowca wyścigowy i rajdowy[167]
  - John A. Wickham Jr.(inne języki) – amerykański wojskowy, generał, szef Sztabu Armii Stanów Zjednoczonych(inne języki)[168]
- 10 maja
  - Mary Banotti – irlandzka pielęgniarka, działaczka społeczna, polityczka, posłanka do Parlamentu Europejskiego (1984–2004), kandydatka na prezydenta (1997)[169][170]
  - Maria Dłużewska – polska dziennikarka, aktorka[171]
  - Barbara Nawratowicz – polska aktorka, artystka kabaretowa, dziennikarka radiowa[172]
  - Jarosław Nowakowski – polski działacz państwowy, nauczyciel i inżynier chemik, przewodniczący Prezydium WRN w Płocku (1980–ok. 1988)[173]
  - Hans Wahlgren(inne języki) – szwedzki aktor[174]
- 9 maja
  - Shirley Conran – brytyjska pisarka[175]
  - Roger Corman – amerykański reżyser, producent i aktor filmowy[176]
  - Marian Hilla – polski dziennikarz, menedżer i muzyk, członek zespołu Poparzeni Kawą Trzy[177]
  - Bronisław Misztal – polski socjolog, dyplomata i publicysta profesor, ambasador RP w Portugalii (2012–2016)[178]
  - Toini Pöysti – fińska biegaczka narciarska, medalistka olimpijska (1960, 1964) i mistrzostw świata (1958)[179]
  - Sergiusz Sachno – polski fotografik[180]
  - Philip Tagg – brytyjski muzykolog, pisarz, pedagog[181]
  - Dennis Thompson(inne języki) – amerykański perkusista rockowy, muzyk zespołu MC5 (ur. 1948)[182]
- 8 maja
  - Chris Cannon – amerykański polityk, członek Izby Reprezentantów (1997–2009)[183]
  - Gérard César(inne języki) – francuski polityk, mer Rauzan (1974–2022), deputowany do Zgromadzenia Narodowego (1976–1981, 1986–1988), senator (1990–2017)[184]
  - Carolyn J. Krysiak(inne języki) – amerykańska polityczka polskiego pochodzenia, członkini Izby Delegatów(inne języki) stanu Maryland (1991–2011)[185]
  - Pete McCloskey – amerykański polityk, członek Izby Reprezentantów (1967–1983)[186]
  - Jerzy Muszyński – polski prawnik i politolog, pułkownik Wojska Polskiego, działacz partyjny, prof. dr hab.[187]
- 7 maja
  - Steve Albini – amerykański muzyk rockowy, dziennikarz muzyczny, inżynier dźwięku[188]
  - Stanisław Godziński – polski mongolista i tybetolog, dyplomata, profesor, ambasador RP w Mongolii (1991–1995)[189]
  - Kim Ki Nam – północnokoreański polityk, członek Biura Politycznego KC PPK (2010–2017)[190]
  - Zbigniew Krawczyk – polski filozof, profesor, rektor AWF w Warszawie (1990–1996)[191]
  - Aleksandra Skłodowska – polska mikrobiolożka, profesor[192]
  - Jan Ptaszyn Wróblewski – polski saksofonista jazzowy, kompozytor, aranżer, dyrygent, publicysta i dziennikarz radiowy[193]
- 6 maja
  - Ian Gelder – brytyjski aktor[194]
  - Bill Holman(inne języki) – amerykański saksofonista jazzowy, kompozytor, aranżer, bandleader[195]
  - Wayland Holyfield(inne języki) – amerykański autor piosenek country[196]
  - Bernard Pivot – francuski krytyk literacki, dziennikarz, prezenter telewizyjny[197]
  - Petja Stawrewa – bułgarska dziennikarka, polityczka, posłanka do Parlamentu Europejskiego (2007–2009) oraz do Zgromadzenia Narodowego (2023–2024)[198]
  - Christiane Stefanski(inne języki) – belgijska piosenkarka polskiego pochodzenia[199]
  - Jacek Zieliński – polski wokalista, trębacz, skrzypek, aranżer i kompozytor, współzałożyciel zespołu Skaldowie[200]
- 5 maja
  - Bernard Hill – brytyjski aktor[201]
  - César Luis Menotti – argentyński piłkarz, trener, mistrz świata (1978)[202]
  - Ngoy N’Sumbu – kongijski piłkarz[203][204]
  - Ołeksandr Pieleszenko – ukraiński sztangista, mistrz Europy (2016, 2017)[205][206]
  - Alexander Reichenberg(inne języki) – norweski hokeista, reprezentant kraju[207]
  - Zbigniew Szałajda – polski inżynier hutnik, minister hutnictwa (1980–1981), następnie (do 1982) hutnictwa i przemysłu maszynowego, wicepremier PRL (1982–1988)[208]
  - Robert Zawada – polski piłkarz ręczny, olimpijczyk (1972)[209][210][211][212]
  - Andrzej Żelazowski – polski filmowiec, kierownik produkcji[213]
- 4 maja
  - Dagoberto Fontes – urugwajski piłkarz, napastnik, uczestnik mistrzostw świata (1970)[214]
  - David Messina(inne języki) – włoski dziennikarz sportowy[215]
  - Anthony Pascal Rebello – kenijski duchowny rzymskokatolicki, biskup diecezji Francistown w Botswanie (2021–2024)[216]
  - Frank Stella – amerykański malarz, grafik[217]
- 3 maja
  - Rafał Czerner – polski profesor nauk technicznych, archeolog, architekt i urbanista
  - Paul-Henry Gendebien – belgijski polityk, członek Izby Reprezentantów (1971–1981 oraz 1985–1988), poseł do Parlamentu Europejskiego (1979–1984)[218]
  - László Hammerl – węgierski strzelec sportowy, mistrz olimpijski (1964)[219]
  - Helmut Howiller – niemiecki judoka, olimpijczyk (1972)[220]
  - Jim Mills(inne języki) – amerykański bandżysta bluegrass[221]
  - Waldemar Wiśniewski – polski dziennikarz, publicysta i reportażysta[222]
- 2 maja
  - Sjoukje Dijkstra – holenderska łyżwiarka figurowa, mistrzyni olimpijska (1964)[223]
  - Darius Morris – amerykański koszykarz[224]
  - John Pisano(inne języki) – amerykański gitarzysta jazzowy[225]
  - Iwona Świda – polska aktorka[226][227]
- 1 maja
  - Terry Medwin – walijski piłkarz[228]
  - Ian Mellor(inne języki) – angielski piłkarz[229]
  - Juzefs Petkēvičs – łotewski szachista, arcymistrz[230]
  - Richard Tandy – brytyjski keyboardzista rockowy, basista, gitarzysta i wokalista, członek zespołu Electric Light Orchestra[231]

- data dzienna nieznana
  - Krzysztof Trznadel – polski gitarzysta i kompozytor, członek zespołu One Million Bulgarians[232][233]